# Vochysia artantha
Vochysia artantha är en tvåhjärtbladig växtart som beskrevs av Stafleu. Vochysia artantha ingår i släktet Vochysia och familjen Vochysiaceae. Inga underarter finns listade i Catalogue of Life.